# Kinky Boots (Musical)

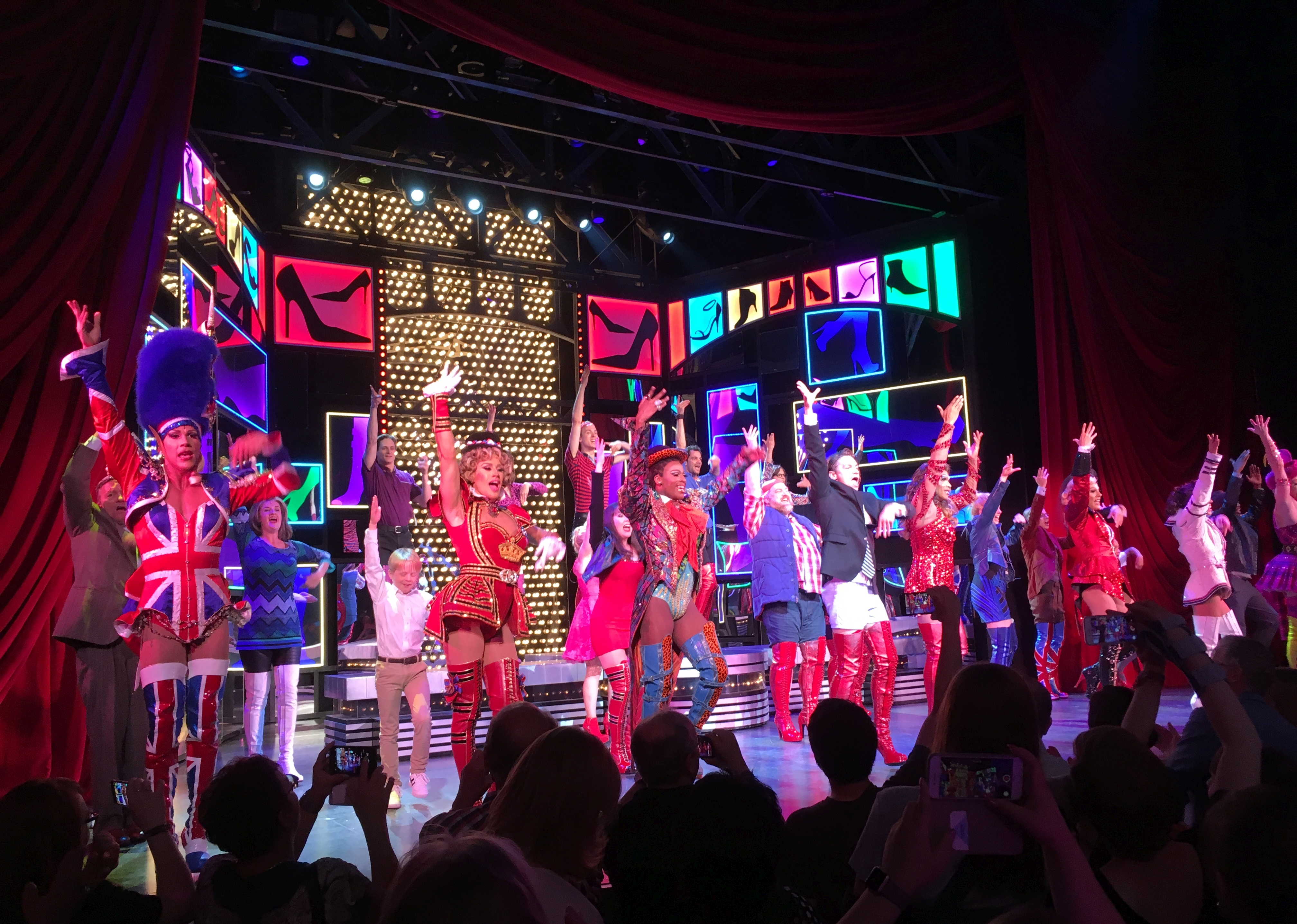
Kinky Boots im Operettenhaus, Hamburg (Mai 2018).

Kinky Boots ist ein Musical in zwei Akten von Harvey Fierstein (Musicallibretto) und Cyndi Lauper (Musik und Liedtexte). Das Werk wurde am 2. Oktober 2012 in Chicago uraufgeführt. Es basiert auf dem, auf wahren Begebenheiten beruhenden, Film Kinky Boots – Man(n) trägt Stiefel aus dem Jahr 2005.
Das Stück handelt von Charlie Price, der die untergehende Schuhfabrik seines Vaters erbt und, um die Firma zu retten, eine Marktnische sucht, in der die Fabrik überleben kann. Diese Nische findet er in der Produktion von Schuhen und Stiefel für Drag-Queens, Travestiekünstler und Cross-Dresser, die besonders stabiles Schuhwerk brauchen, das jedoch gleichzeitig modisch sein soll. Dabei stößt er zunächst auf den Widerstand der Fabrikarbeiter, erhält jedoch Hilfe von der Drag-Queen Lola.
Kinky Boots lief von März 2013 bis April 2019 am New Yorker Broadway und von August 2015 bis Januar 2019 am Londoner West End. Bei der Verleihung der Tony Awards 2013 wurde das Stück sechsmal ausgezeichnet, unter anderem als „Bestes Musical“. Auch die Londoner Produktion wurde bei den Laurence Olivier Awards 2016 mehrfach ausgezeichnet, unter anderem als „Bestes Neues Musical“.
In Deutschland lief das Stück von Dezember 2017 bis September 2018 im Hamburger Operettenhaus.

## Hintergrund

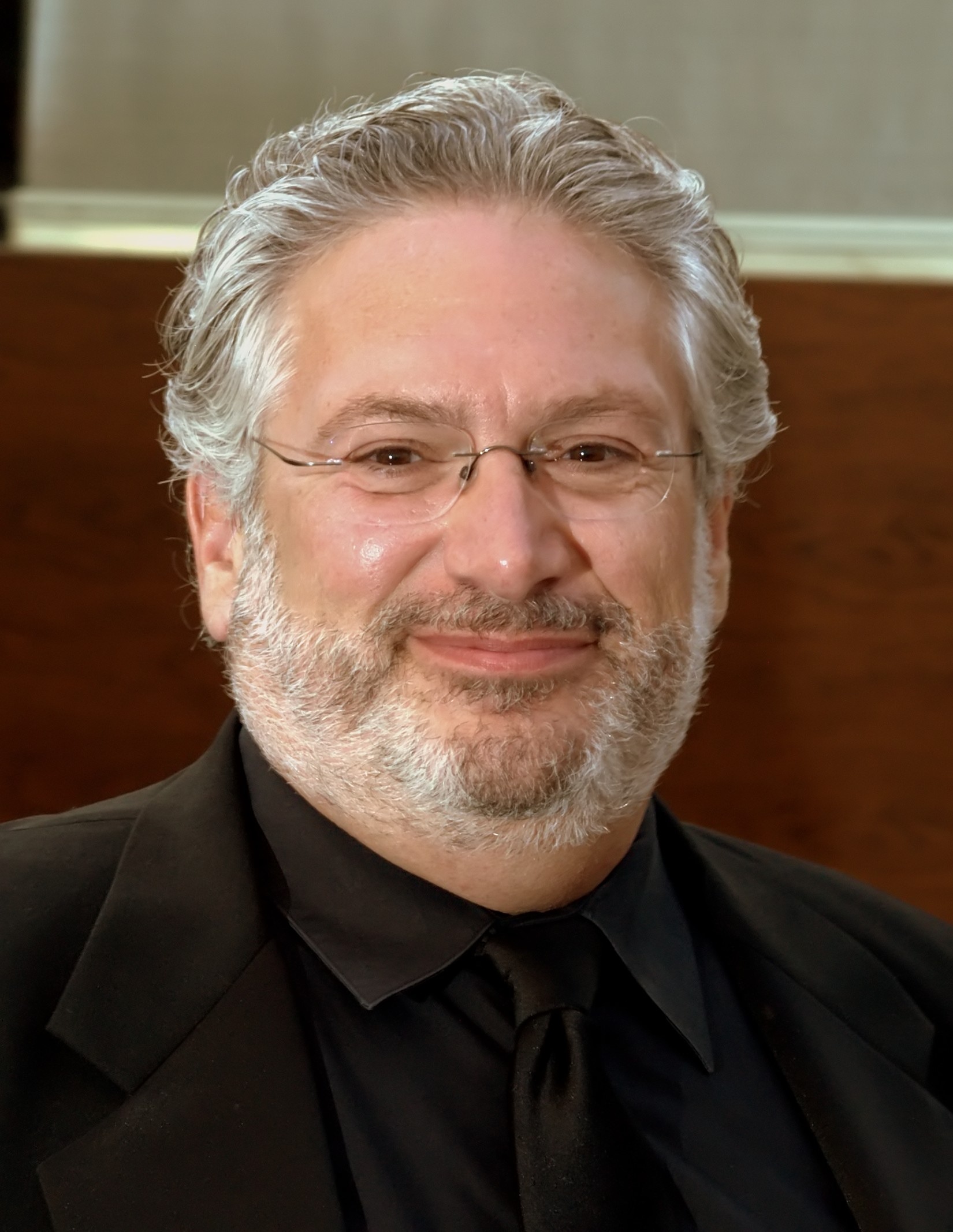
Harvey Fierstein zeichnete für das Musicallibretto verantwortlich.

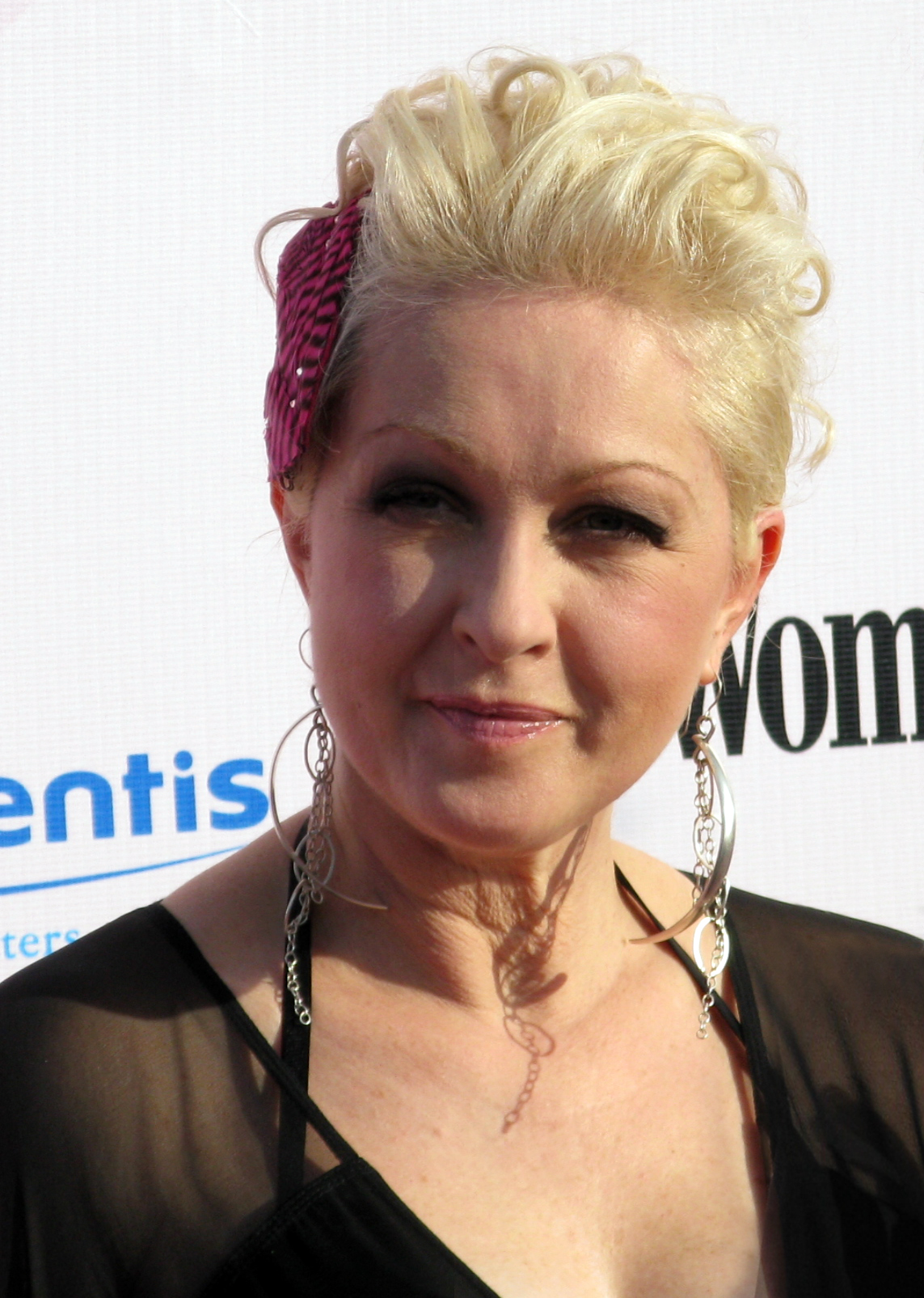
Cyndi Lauper textete und komponierte die Musikstücke.

Kinky Boots basiert auf dem gleichnamigen Film, der wiederum von einer Folge der Dokumentar-Serie Trouble at the Top auf BBC Two inspiriert war. Diese, 1999 erstmals gesendete, Dokumentation stellte den Schuhfabrikanten Steve Pateman aus Northampton vor, der sich auf Schuhwerk für Trans-Frauen spezialisierte, um den Familienbetrieb vor dem Untergang zu bewahren und die Arbeitsplätze der Angestellten zu erhalten.
Daryl Roth, eine Musicalproduzentin, sah den Film im Jahr 2006 auf dem Sundance Film Festival, und fand sofort Gefallen an der Geschichte, in der sie Potential für eine Bühnenumarbeitung sah. Von Roth unabhängig sah der Produzent Hal Luftig den Film in London und dachte ebenfalls über eine Umarbeitung in ein Musical nach. Daryl Roth sicherte sich die Rechte und arbeitete gemeinsam mit Hal Luftig an der Umarbeitung des Films in ein Bühnenstück.
Mitte des Jahres 2008 engagierten Roth und Luftig Jerry Mitchell als Regisseur und Harvey Fierstein als Librettist. Jerry Mitchell wusste, dass Harvey Fierstein eng mit der Sängerin Cyndi Lauper befreundet ist und aufgrund Fiersteins Überzeugung von Laupers musikalischer Bandbreite komplettierte sie das Produktionsteam im Jahr 2010. Lauper übernahm das Songwriting und gab damit ihr Debüt im Bereich Musical.
Der Regisseur Jerry Mitchell übernahm auch die Choreographie. Das Bühnenbild gestaltete David Rockwell, mit dem Mitchell auch schon bei den Musicals Hairspray und Catch Me If You Can zusammengearbeitet hatte. Das Kostümdesign übernahm Gregg Barnes, das Lichtdesign gestaltete Kenneth Posner und für das Sounddesign war John Shivers verantwortlich. Als musikalischer Leiter und Arrangeur wurde Stephen Oremus verpflichtet.
Nach den ersten Tryouts in Chicago im Herbst 2012 wurde das Buch überarbeitet, einige neue Songs geschrieben und andere Songs weggelassen, bevor dann am 3. März 2013 die Previews am New Yorker Broadway im Al Hirschfeld Theatre begannen, wo am 4. April 2013 die offizielle Premiere folgte.
Im Januar 2014 wurde bekannt, dass Jerry Mitchell plant, das Stück 2015 auch ans Londoner West End zu bringen und in Verhandlungen war, um ein Theater zu finden. Am 6. Februar 2015 wurde dann bekannt gegeben, dass das Stück im Adelphi Theatre laufen wird, wo die Previews ab 21. August 2015 sein werden und die offizielle Premiere am 15. September 2015 folgt. Am 23. April 2015 wurden die Hauptdarsteller Killian Donnelly und Matt Henry sowie weitere Darsteller bestätigt. Obwohl das Stück in England spielt, wurden im Vergleich zur US-Version zahlreiche sprachliche Anpassungen vorgenommen um den richtigen Ton zu treffen.

## Handlung
Akt I
Charlie Price wächst als Sohn eines Schuhfabrikanten in den Midlands auf; das Geschäft wird von seinem Vater in dritter Generation geführt. Charlies Vater wünscht sich, dass sein Sohn den Familienbetrieb weiterführt, doch Charlie möchte mit seiner Verlobten Nicola nach London ziehen. Simon, ein Kind einer schwarzen Familie, wächst ebenfalls in der Region auf. Simons Vater ist beunruhigt über die Vorlieben seines Sohnes, der gerne tanzt und die roten High Heels seiner Mutter anzieht.
Als Charlies Vater überraschend verstirbt, fährt Charlie für die Beisetzung nach Hause. Dort erfährt er, dass die Fabrik so gut wie bankrott ist. Der Markt für hochwertige, aber etwas altmodische Männerschuhe schwindet, und Charlie hat keine Ahnung, wie er die Firma retten könnte. Er möchte die Fabrik schließen, gleichzeitig jedoch die Arbeitsplätze der Angestellten retten.
Zurück in London gerät Charlie unbeabsichtigt in eine heftige Auseinandersetzung auf offener Straße: der mittlerweile erwachsene Simon, der als Drag-Queen Lola auftritt, wird von Schlägern bedrängt. Nachdem diese sich entfernt haben, lernt Charlie auch weitere Drag-Queens aus Lolas Tanzgruppe, den „Angels“, kennen. Zufällig bekommt er mit, dass die von ihnen getragenen High Heels, die eigentlich für Frauen gemacht wurden, das Gewicht eines Mannes nicht tragen können und deshalb die Absätze abbrechen. Lola erklärt ihm, dass diese teuren und unzuverlässigen Schuhe nun einmal zur Grundausstattung einer Drag Queen gehören – von denen es mehr gäbe, als Charlie vermuten würde. All diese Drag Queens würden sich nach passenden, robusteren High Heels sehnen.
Zurück in den Midlands berichtet Lauren, eine Angestellte, die eine kleine Schwäche für Charlie hat, dass andere Schuhfabrikanten ihr Überleben sicherten, indem sie sich auf kleine Marktnischen spezialisierten. Daraufhin kommt Charlie die Idee, mit High Heels für Drag-Queens eine ebensolche Nische zu bedienen und so lädt er Lola in die Fabrik ein um ihm zu erklären, wie die Schuhe, die sie sich wünscht, sein sollten. So beraten Lola und die „Angels“ Charlie in Stilfragen und Charlie bittet sie, so lange zu bleiben, bis die prestigeträchtige Show in Mailand beginnt, auf der Charlie seine neuen Entwürfe präsentieren will. Lola soll ihm helfen, eine neue Kollektion „Kinky Boots“ zu entwerfen. Die Drag Queen willigt ein, während Charlies Verlobte Nicola wütend ist, da Charlie die Fabrik nicht verkaufen und nach London zurückkehren will, um Nicola zu heiraten, sondern stattdessen eine neue Schuhkollektion plant.
Akt II
Viele der Fabrikarbeiter stehen dem radikalen Wechsel in der Produktion ablehnend gegenüber. Einige von ihnen, insbesondere der furchterregende Don, sorgen dafür, dass sich Lola nicht willkommen fühlt. Lola schließt daraufhin mit Don einen Handel ab: Sie wird etwas tun, was Don auszeichnet, wenn Don etwas tut, das Lola einzigartig macht. Don bestimmt, dass Lola gegen ihn boxen müsse, während Lola möchte, dass Don eine Person so akzeptiert, wie sie ist. Was Don nicht weiß, ist, dass Lola/Simon in der Jugend Boxunterricht hatte und kurzzeitig sogar beruflich boxte. So ist Lola Don beim Kampf zwar haushoch überlegen, lässt ihn am Ende jedoch absichtlich gewinnen. Nach dem Boxkampf, als Lola und Don alleine sind, fragt Don, warum sie das getan habe. Lola antwortet, sie sei nicht grausam und habe ihm die Demütigung vor all seinen Freunden ersparen wollen.
Die Produktion hinkt mittlerweile hinterher und Charlie befürchtet, nicht vor der Show in Mailand fertig zu werden. Lola trifft einige Entscheidungen, Produktion und Vorbereitung betreffend, ohne Rücksprache mit Charlie zu halten. Charlie beschimpft daraufhin frustriert Lola und die Arbeiter. Wütend verlässt Lola die Fabrik und auch die Arbeiter gehen nach Hause, da sie ohne Lola keine Perspektive mehr für die Fabrik sehen. Auch Nicola verlässt den niedergeschlagenen Charlie und es scheint, als müsse er die Fabrik doch noch verkaufen. Als Lauren Charlie besucht, ermutigt sie ihn, zurück in die Fabrik zu kommen, wo Don mittlerweile die Arbeiter zurückgeholt hat und diese wieder ihre Arbeit aufgenommen haben. Charlie fragt, ob Don seine Wettschuld bei Lola eingelöst hat, indem er Lola akzeptiert, doch Lauren erklärt ihm, dass es anders sei: die Person, die Don jetzt akzeptiere wie sie ist, sei Charlie.
Während der letzten Vorbereitungen für Mailand quälen Charlie Schuldgefühle gegenüber Lola. Er erkennt, dass sie viele richtige Entscheidungen getroffen hat und er ihr viel zu verdanken hat. Er weiß, dass es wesentlich schwerer sein wird, die Stiefel ohne Lola und die „Angels“ in Mailand zu verkaufen. Nicht zuletzt wird ihm bewusst, wie tief die Freundschaft zwischen ihm und Lola/Simon ist und dass er sich wie ein Idiot benommen hat. Er ruft Lola an und entschuldigt sich auf ihrem Anrufbeantworter.
In der Zwischenzeit hat Simon bei einem Auftritt als Lola in einem Pflegeheim seinen Vater wieder gesehen, der dort lethargisch in einem Rollstuhl sitzt und dem Tod nahe ist. Obwohl er seinen Sohn nie akzeptiert hat, wie er ist, verabschiedet Simon sich von seinem Vater und sagt ihm, dass er ihn trotz allem liebt. Währenddessen machen sich Charlie und Lauren auf die Reise nach Mailand. Gerade als die Präsentation von Charlies Schuhen beginnen soll, kommt Lola, die Charlie verziehen hat, mit ihren „Angels“ und rettet die Situation. Die gesamte Belegschaft feiert den Erfolg der „Kinky Boots“ und Charlie und Lauren küssen sich das erste Mal.

## Musik
Die Musik ist für ein zwölfköpfiges Orchester ausgelegt, bestehend aus zwei Keyboards, Schlagzeug, Bass, zwei Gitarren, Blasinstrumente (Trompete, Posaune), zwei Geigen, Bratsche und Cello.
Folgende Musikstücke sind im Musical zu hören:
Akt I
- „Price & Son Theme“ / „The Most Beautiful Thing“ – Ensemble
- „Take What You Got“ – Harry, Charlie & Gäste im Club
- „Land of Lola“ – Lola und die „Angels“
- „Land of Lola“ (Reprise) – Lola und die „Angels“
- „Charlie's Soliloquy“ – Charlie
- „Step One“ – Charlie
- „Sex is in the Heel“ – Lola, Pat, George, die „Angels“, Lauren, Charlie & Fabrikarbeiter
- „The History of Wrong Guys“ – Lauren
- „Not My Father's Son“ – Lola & Charlie
- „Everybody Say Yeah“ – Charlie, Lola, die „Angels“ & Fabrikarbeiter

Akt II
- „Price & Son Theme“ (Reprise) – Ensemble
- „What a Woman Wants“ – Lola, Pat, Don, George & die Fabrikarbeiterinnen
- „In This Corner“ – Lola, Don, Pat, Trish, die „Angels“ & Fabrikarbeiter
- „Charlie's Soliloquy“ (Reprise) – Charlie
- „Soul of a Man“ – Charlie
- „Hold Me in Your Heart“ – Lola
- „The History of Wrong Guys“ (Reprise) – Lauren
- „Raise You Up“ / „Just Be“ – Ensemble

## Hauptrollen und Originalbesetzung
| Rolle                    | Original Broadway-Besetzung | Original West End-Besetzung                     | Premierenbesetzung Hamburg 2017 |
| ------------------------ | --------------------------- | ----------------------------------------------- | ------------------------------- |
| Lola / Simon             | Billy Porter                | Matt Henry                                      | Gino Emnes                      |
| Charlie Price            | Stark Sands                 | Killian Donnelly                                | Dominik Hees                    |
| Lauren                   | Annaleigh Ashford           | Amy Lennox                                      | Jeannine Michèle Wacker         |
| Nicola                   | Celina Carvajal *           | Amy Ross                                        | Franziska Schuster              |
| Don                      | Daniel Sherman              | Jamie Baughan                                   | Benjamin Eberling               |
| George                   | Marcus Neville              | Michael Hobbs                                   | Tilman Madaus                   |
| Mr. Price                | Stephen Berger              | Alan Vicary                                     | Frank Logemann                  |
| Simon Sr.                | Eugene Barry-Hill           | Robert Grose                                    | Luther Simon                    |
| Pat                      | Tory Ross                   | Chloe Hart                                      | Steffi Irmen                    |
| Harry                    | Andy Kelso                  | Paul Ayres                                      | Marlon Wehmeier                 |
| Trish                    | Jennifer Perry              | Gillian Hardie                                  | Kaatje Dierks                   |
| Richard Bailey           | John Jeffrey Martin         | Michael Vinsen                                  | Sebastian Krolik                |
| Stage Manager in Mailand | Adinah Alexander            | Verity Quade                                    | Fleur Alders                    |
| Maggie                   | Caroline Bowman             | Bleu Woodward                                   | Denise Jastraunig               |
| junger Charlie           | Sebastian Hedges Thomas     | Beau Cripps, Ben Dawson, Edward Green           |                                 |
| junger Simon             | Marquise Neal               | Nana Agyeman-Bediako, James Gava, Tumo Reetsang |                                 |

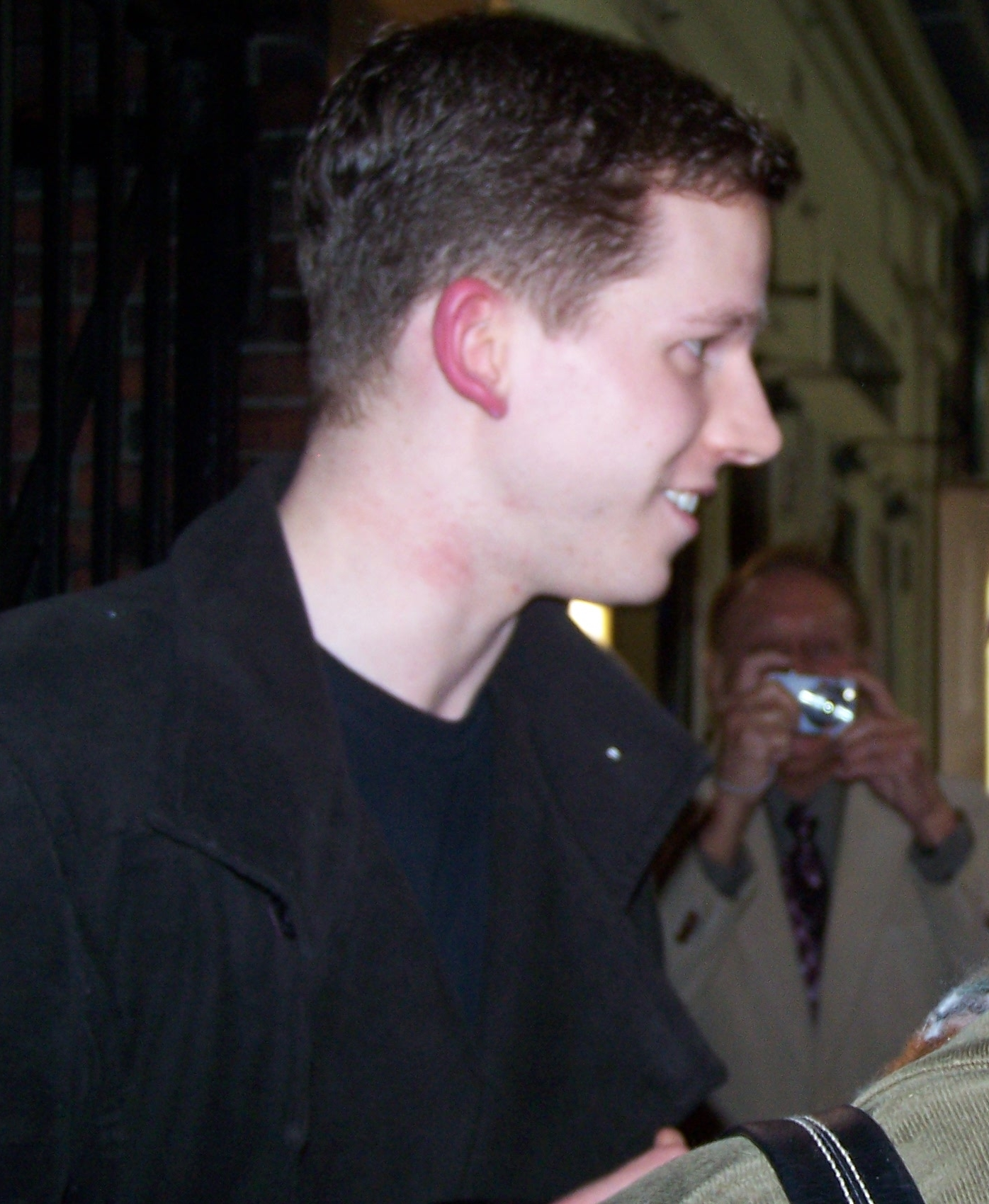
Stark Sands spielt die Rolle des Charlie Price.

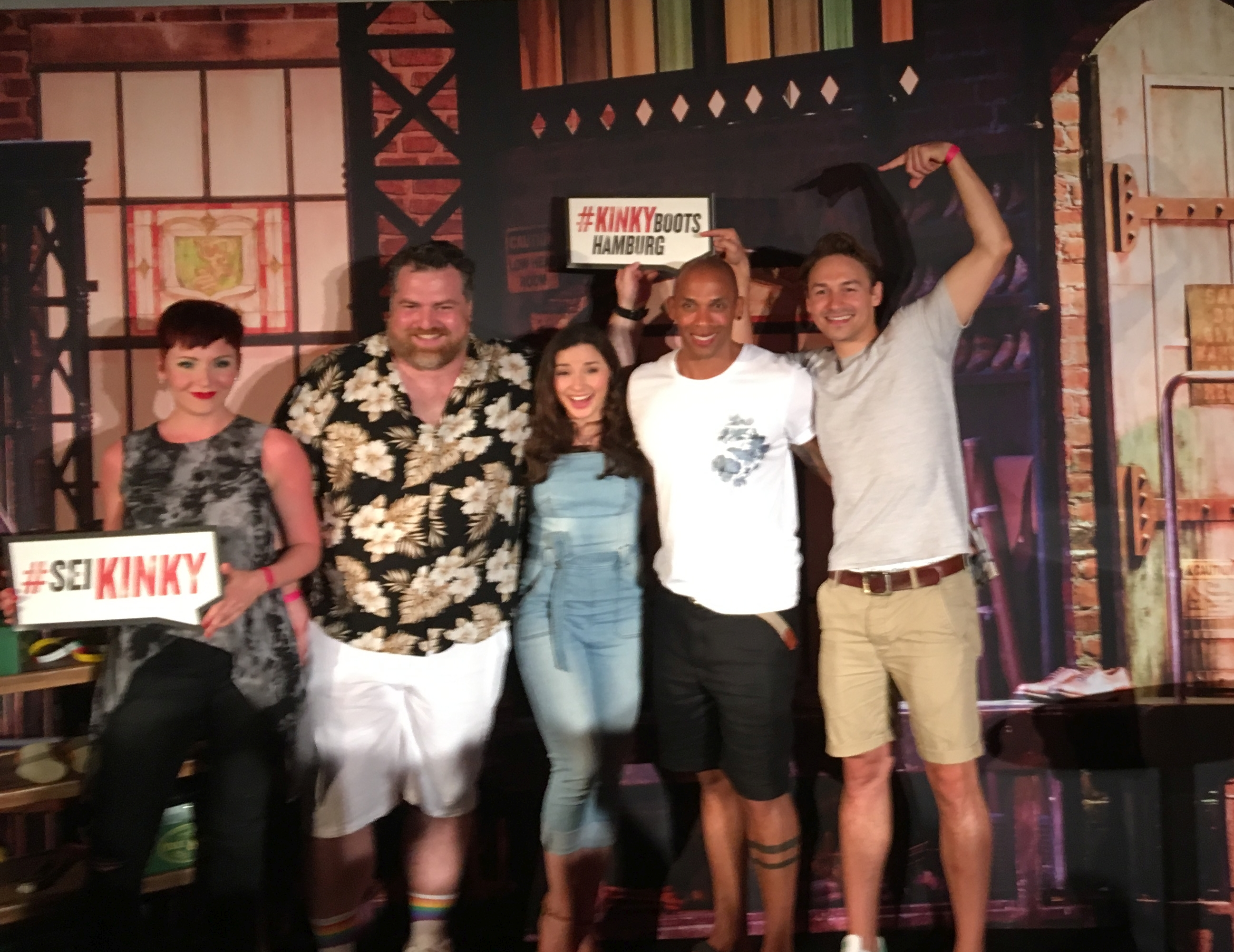
Hauptdarsteller der Hamburger Produktion. Von links nach rechts: Franziska Schuster, Benjamin Eberling, Jeannine Michèle Wacker, Gino Emnes, Dominik Hees. (Mai 2018)

* Celina Carvajal nennt sich heute nur noch Lena Hall, den Namen, den sie schon vorher für ihre Musikkarriere parallel zu ihrer Schauspielkarriere verwendete.

## Aufführungsgeschichte

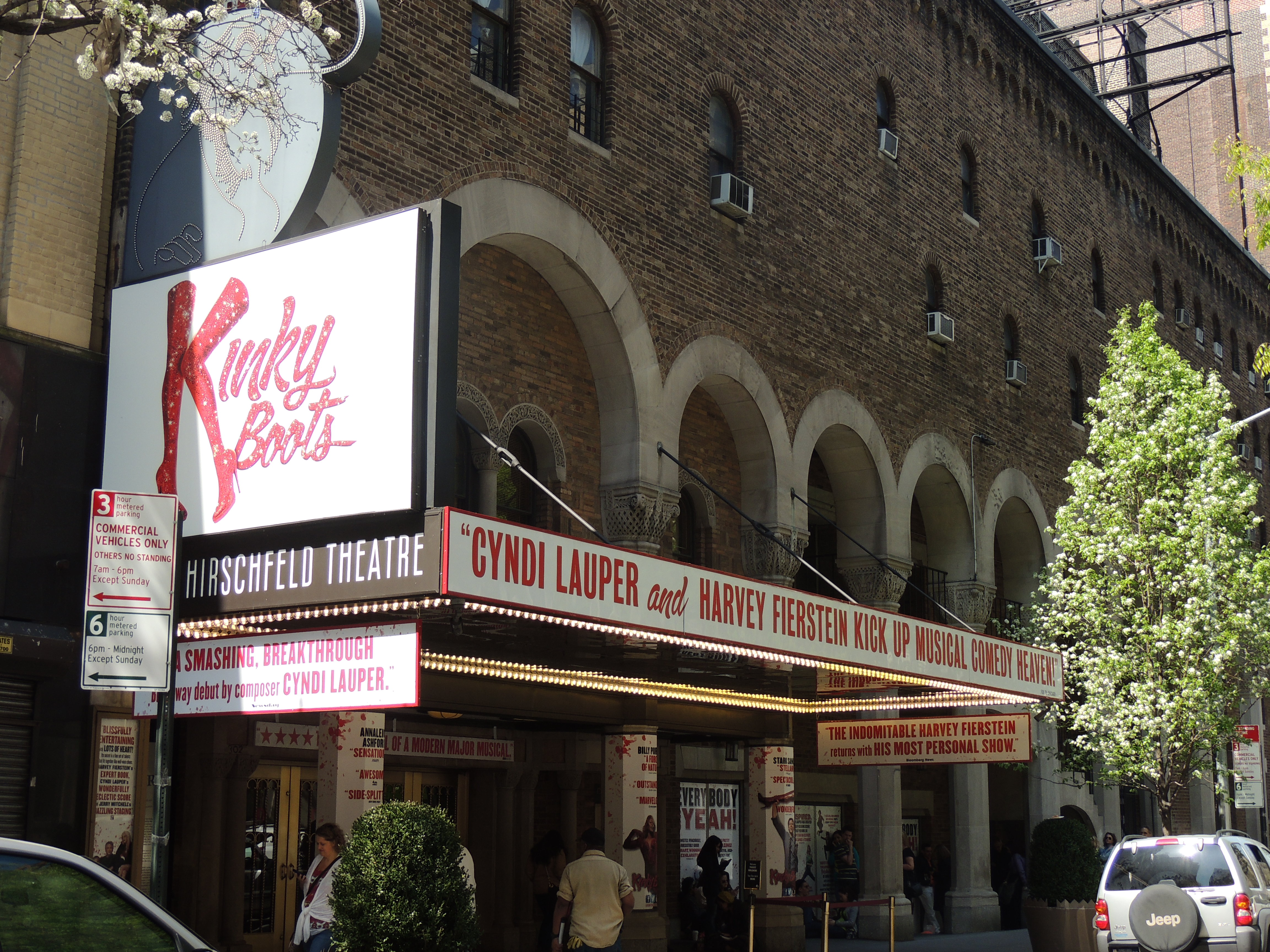
Kinky Boots im Al Hirschfeld Theatre am Broadway.

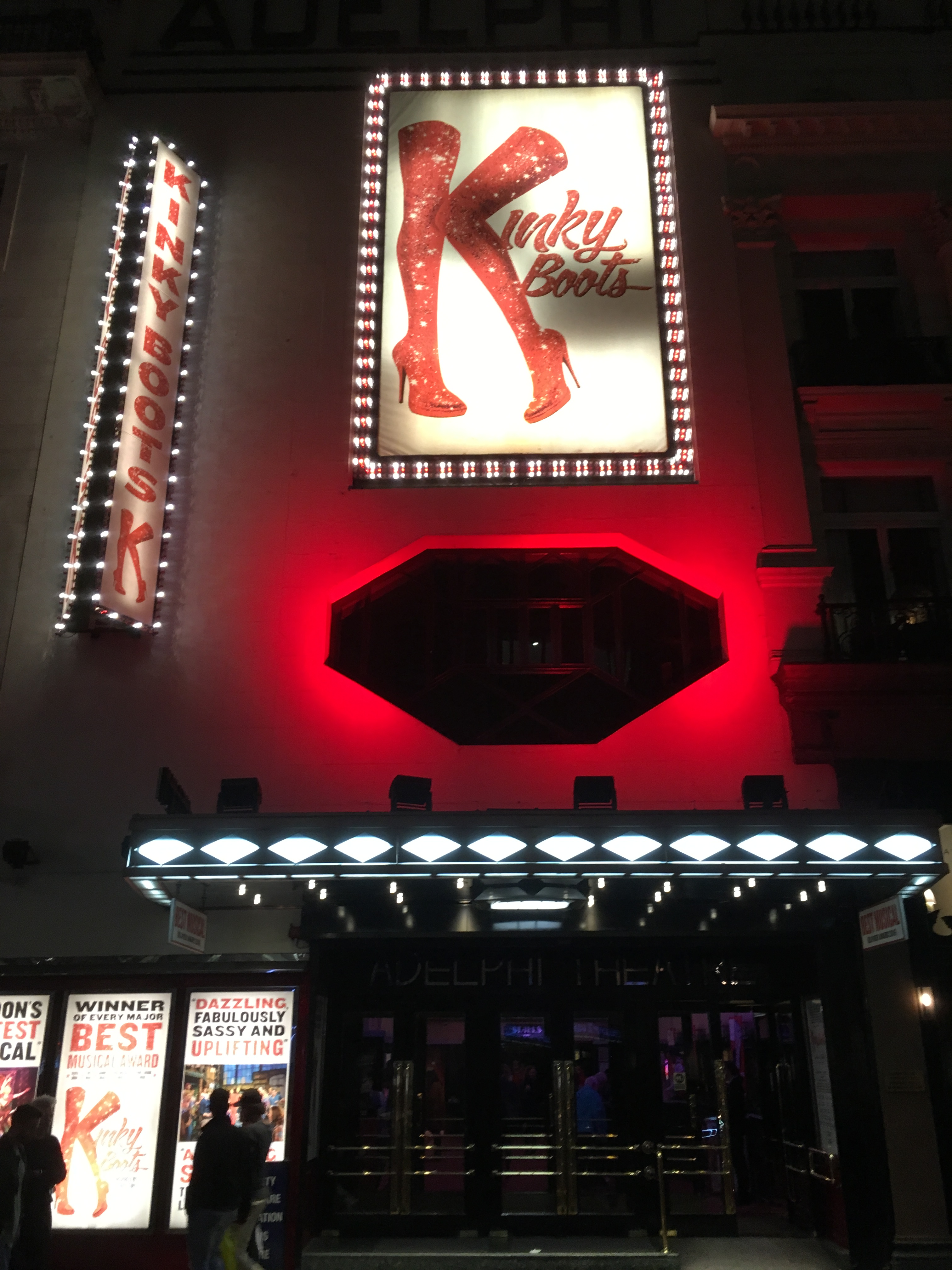
Kinky Boots im Adelphi Theatre in London (September 2017).

Das Musical wurde zunächst in Chicago im Bank of America Theatre auf den Spielplan genommen. Die Uraufführung feierte Kinky Boots am 2. Oktober 2012. Regie und Choreografie lagen in den Händen von Jerry Mitchell, das Bühnenbild gestaltete David Rockwell, für die Kostüme zeichnete Gregg Barnes verantwortlich, für die Lichttechnik Kenneth Posner. Die Tontechnik wurde von John Shivers geleitet.
Am 4. April 2013 feierte das Musical in überarbeiteter Form seine Premiere am Broadway und hat danach auch weitere Bühnen erobert.
Die Proben zur kanadischen Version begannen am 4. Mai 2015 mit größtenteils kanadischen Darstellern und unter Mitwirkung des Kreativ-Teams der Broadway-Version. Nach Previews ab dem 16. Juni 2015 war die offizielle Premiere am 28. Juni 2015. Zunächst war nur eine Laufzeit bis September 2015 geplant, aber aufgrund des überwältigenden Erfolgs bei Kritik und Zuschauern wurde bereits Anfang Juli 2015 bekanntgegeben, dass die Laufzeit bis November verlängert wurde. Dank der anhaltend hohen Nachfrage gab es dann weitere Verlängerungen bis 3. Januar, bis 6. März und schließlich bis 15. Mai 2016.
Bereits im Januar 2014 wurde bekannt, dass Regisseur und Choreograph Jerry Mitchell das Stück auch nach London bringen möchte und in Verhandlungen war um ein Theater für eine Premiere im Jahr 2015 zu sichern. Am 6. Februar 2015 wurde dann bestätigt, dass das Musical ins Londoner Adelphi-Theater kommen wird, wo es nach Previews ab dem 21. August 2015 dann am 15. September 2015 offizielle Premiere feierte.
Aufführungen
- 2. Oktober 2012 – 4. November 2012: Bank of America Theatre, Chicago, USA (erste Tryouts, nach denen es noch einige Veränderungen bei Buch und Musik gab)
- 4. April 2013 (Previews ab 3. März 2013) – 7. April 2019: Al Hirschfeld Theatre, New York City, USA (34 Previews & 2507 Aufführungen)
- 4. September 2014 – 18. Juni 2017: Tournee, USA (parallel zur Broadway-Produktion in New York)
- 5. Dezember 2014 – 22. Februar 2015: Seoul, Südkorea
- 28. Juni 2015 (Previews ab 16. Juni 2015) – 15. Mai 2016: Royal Alexandra Theatre, Toronto, Kanada
- 15. September 2015 (Previews ab 21. August 2015) – 12. Januar 2019: Adelphi Theatre, London, England
- 21. Juli 2016 – 4. September 2016: Tokio, Japan
- 2. September 2016 – 13. November 2016: Seoul, Südkorea
- 3. September 2016 – 5. Februar 2017: Malmö, Schweden
- 12. Oktober 2016 – 26. März 2017: Her Majesty’s Theatre, Melbourne, Australien
- 12. April 2017 – 13. August 2017: Capitol Theatre, Sydney, Australien
- 22. August 2017 – 22. Oktober 2017: Lyric Theatre, Queensland Performing Arts Center, Brisbane, Australien
- 3. Dezember 2017 (Previews ab 26. November 2017) – 30. September 2018: Stage Operettenhaus, Hamburg, Deutschland (343 Vorstellungen)
- seit 19. September 2018: Tournee, Großbritannien (teilweise parallel zur Westend-Produktion in London)
- 11. Juni 2019 bis 2. Februar 2020: Fugard Theatre, Kapstadt, Südafrika
- 28. Oktober 2025 bis 1. Februar 2026 (geplant): Tournee durch Deutschland und die Schweiz mit deutscher Erstaufführung  im Deutschen Theater in München.[13]

## Auszeichnungen und Nominierungen
Drama Desk Award 2013
- Auszeichnung für Billy Porter in der Kategorie „Outstanding Actor in a Musical“
- Nominierung für Annaleigh Ashford in der Kategorie „Outstanding Featured Actress in a Musical“

Drama League Award 2013
- Auszeichnung als „Distinguished Production of a Musical“
- Nominierung für Billy Porter in der Kategorie „Distinguished Performance“
- Nominierung für Stark Sands in der Kategorie „Distinguished Performance“

Outer Critics Circle Award 2013
- Auszeichnung als „Outstanding New Broadway Musical“
- Auszeichnung für Cyndi Lauper in der Kategorie „Outstanding New Score (Broadway or Off-Broadway)“
- Auszeichnung für Billy Porter in der Kategorie „Outstanding Actor in a Musical“
- Nominierung für Harvey Fierstein in der Kategorie „Outstanding Book of a Musical (Broadway or Off-Broadway)“
- Nominierung für Jerry Mitchell in der Kategorie „Outstanding Director of a Musical“
- Nominierung für Jerry Mitchell in der Kategorie „Outstanding Choreographer“
- Nominierung für Gregg Barnes in der Kategorie „Outstanding Costume Design (Play or Musical)“
- Nominierung für Daniel Stewart Sherman in der Kategorie „Outstanding Featured Actor in a Musical“
- Nominierung für Annaleigh Ashford in der Kategorie „Outstanding Featured Actress in a Musical“

Tony Awards 2013
Bei den Tony Awards ging Kinky Boots mit den meisten Nominierungen (13 in 12 Kategorien) als Favorit in die Verleihung. Sechs Auszeichnungen wurden vergeben, damit war Kinky Boots auch die am häufigsten ausgezeichnete Produktion des Jahres 2013.
- Auszeichnung als „Bestes Musical“
- Auszeichnung für Cyndi Lauper in der Kategorie „Beste Originalmusik“
- Auszeichnung für Billy Porter in der Kategorie „Bester Hauptdarsteller in einem Musical“
- Auszeichnung für Jerry Mitchell in der Kategorie „Beste Choreografie“
- Auszeichnung für John Shivers in der Kategorie „Bestes Sounddesign“
- Auszeichnung für Stephen Oremus in der Kategorie „Beste Orchestrierung“
- Nominierung für Harvey Fierstein in der Kategorie „Bestes Musicallibretto“
- Nominierung für Stark Sands in der Kategorie „Bester Hauptdarsteller in einem Musical“
- Nominierung für Annaleigh Ashford in der Kategorie „Beste Nebendarstellerin in einem Musical“
- Nominierung für David Rockwell in der Kategorie „Bestes Bühnenbild“
- Nominierung für Gregg Barnes in der Kategorie „Bestes Kostümdesign“
- Nominierung für Kenneth Posner in der Kategorie „Bestes Lichtdesign“
- Nominierung für Jerry Mitchell in der Kategorie „Beste Musicalregie“

Grammy Awards 2014
- Auszeichnung in der Kategorie „Bestes Musical-Theater-Album“

Laurence Olivier Award 2016
Bei den Olivier Awards 2016 erhielt die Londoner Produktion von Kinky Boots sieben Nominierungen, wovon drei gewonnen werden konnten.
- Auszeichnung als „Bestes Neues Musical“
- Auszeichnung für Matt Henry in der Kategorie „Bester Hauptdarsteller in einem Musical“
- Auszeichnung für Gregg Barnes in der Kategorie „Bestes Kostümdesign“
- Nominierung für Killian Donnelly in der Kategorie „Bester Hauptdarsteller in einem Musical“
- Nominierung für Amy Lennox in der Kategorie „Beste Nebendarstellerin in einem Musical“
- Nominierung für Jerry Mitchell in der Kategorie „Beste Choreographie“
- Nominierung in der Kategorie „Autograph Sound Award for Outstanding Achievement in Music“

## Charterfolg
Begleitend zum Musical wurde ein Musikalbum veröffentlicht, auf dem die Musikstücke der Show, eingesungen von der originalen Broadway-Besetzung, zu hören sind. Das Album wurde am 28. Mai 2013 veröffentlicht, die Produktion wurde von Cyndi Lauper, Stephen Oremus und William Wittman übernommen. Das Album stieg auf Platz 51 der Billboard 200 ein, in den Billboard Cast Album Charts wurde Platz 1 erreicht.

## Tonträger
- Kinky Boots – Original Broadway Cast Recording (Label: Masterworks Broadway, veröffentlicht am 28. Mai 2013)
- Kinky Boots – Original West End Cast Recording (Label: Sony, veröffentlicht am 1. April 2016)